# Paris Intarakomalyasut
Paris Intarakomalyasut (tiếng Thái: พาริส อินทรโกมาลย์สุต, phiên âm: Ba-lít In-tha-la-co-man-xút, sinh ngày 22 tháng 10 năm 1998) còn có nghệ danh là Ice (ไอซ์, Ai), là một ca sĩ và diễn viên người Thái gốc Anh.  Anh được biết đến với vai chính là Chi - In Family We Trust (Biến cố gia tộc) (2018) và Pat -  Bad Genius: The Series (Thiên tài bất hảo - phiên bản truyền hình) (2020).

## Tiểu sử
Paris là con của Maris, đã mất vài năm trước, và Pippa Intarakomalyasut - là con út trong nhà. Anh hiện có bằng cử nhân trường Đại học Chulalongkorn ngành Nghệ thuật. Ice Paris hiện đang sống với mẹ và chị gái.

## Sự nghiệp
Ice bắt đầu có vai diễn đầu là khách mời Project S The Series: Skate Our Souls - được chiếu trên GMM 25. Ice xuất hiện với vai trò diễn viên năm 2018, cùng với nhóm nhạc Nam quản lý của 4Nologue là NineByNine (9by9), thủ vai Chi trong In Family We Trust (Biến cố gia tộc) - vai diễn tương đồng với Ice ngoài đời khi là nhân vật không có bố. Vai diễn này giúp Ice đạt giải GQ Thailand's New Face of the Year 2018. Anh còn tham gia chung với 6 thành viên 9By9 qua bộ Great Men Academy (Học viện mỹ nam).
Ice tham gia ca hát cùng với nhóm 9By9 lần đầu xuất hiện tháng 11 năm 2018, ra mắt single đầu tay "Night Light" trong Album "En Route". Năm 2019, Ice hợp tác với Nichaphat Chatchaipholrat (Pearwah) for "รักติดไซเรน" (Rak Tid Siren) - OST My Ambulance. Ca khúc này trở thành một trong hai bài hát được tìm kiếm nhiều nhất trên Goolge 2019 cùng "ธารารัตน์" (Thararat) - Youngohm và đạt hơn 170 triệu lượt xem trên YouTube. Ice còn thu âm Album "Human Error", dự án GMM Grammy hợp tác với LINE TV và Nadao Music, hợp tác với một thành viên khác 9By9  Kritsanapoom Pibulsonggram (JJ) và Chonlathorn Kongyingyong (Captain).
Ice có vai diễn đầu tiên qua phim truyền hình Nee Sanaeha (Nợ tình) đài One 31 đóng cặp với Nuengthida Sophon (Noona).

## Phim tham gia

### Năm
| Năm  | Tựa                                                        | Vai        | Vai trò   | Nguồn  |
| ---- | ---------------------------------------------------------- | ---------- | --------- | ------ |
| 2019 | Tootsies & The Fake (Thế thân bá đạo)                      | Chính mình | Nam chính | [ 12 ] |
| 2019 | RED Human Error Album                                      | Chính mình | Nam chính | [ 10 ] |
| 2021 | Ghost Lab (Phòng thí nghiệm ma) (chiếu Netflix)            | Dr. Kla    | Nam chính |        |
| 2021 | Love Destiny the Movie (Ngược dòng thời gian để yêu anh 2) | Mathus     | Nam chính |        |

### Phim truyền hình
| Năm  | Tựa                                                      | Vai                      | Vai trò   | Ghi chú | Nguồn  |
| ---- | -------------------------------------------------------- | ------------------------ | --------- | ------- | ------ |
| 2017 | Project S The Series: Skate Our Souls                    | Ko                       | Khách mới |         | [ 4 ]  |
| 2018 | In Family We Trust (Biến cố gia tộc)                     | Chi "Pharada Jiraanan"   | Nam chính |         | [ 13 ] |
| 2019 | Great Men Academy (Học viện mỹ nam)                      | Vier                     | Nam chính |         | [ 14 ] |
| 2019 | The Stranded (Mắc kẹt)                                   |                          | Khách mới | Tập 7   |        |
| 2019 | Nee Sanaeha (Nợ tình)                                    | Akanee                   | Nam chính |         | [ 15 ] |
| 2020 | Bad Genius: The Series (Thiên tài bất hảo - truyền hình) | Pat                      | Nam chính |         | [ 16 ] |
| 2024 | Never Enough                                             | Shin "Shinnawut Khurawi" | Nam chính |         |        |

## Sự nghiệp âm nhạc

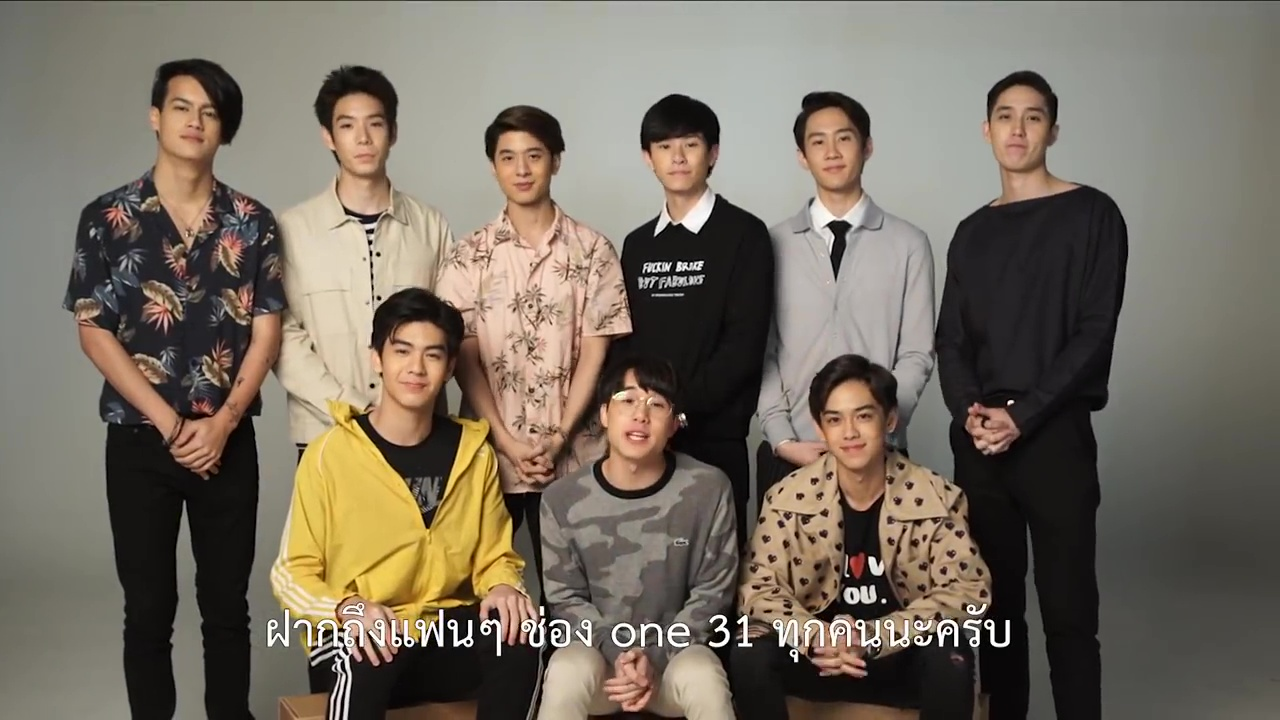
Ice Paris (ngoài cùng bên trái) trong nhóm nhạc Nine by Nine (9by9)

### Nhóm Nine by Nine
| Năm  | Tựa                      | Album                   | Nguồn  |
| ---- | ------------------------ | ----------------------- | ------ |
| 2018 | "Night Light"            | En Route (Nine by Nine) | [ 7 ]  |
| 2018 | "Hypnotize"              | En Route (Nine by Nine) | [ 17 ] |
| 2019 | "ผู้โชคดี" (The Lucky One)  | En Route (Nine by Nine) | [ 18 ] |
| 2019 | "ไม่น่าเจอเลย" (Shouldn't) | En Route (Nine by Nine) |        |
| 2019 | "Eternity"               | En Route (Nine by Nine) | [ 19 ] |

### MV
| Năm  | Tên bài hát                              | Thông tin                                                        | Ghi chú |
| ---- | ---------------------------------------- | ---------------------------------------------------------------- | ------- |
| 2020 | BEST FOR YOU                             | - Phát hành: 21 tháng 1 năm 2020 - Hãng: GMM Grammy              |         |
| 2020 | "ดี๊ดี" (Unexpected) Jaylerr                | - Phát hành: 7 tháng 2 năm 2020 - Hãng: Nadao Music              |         |
| 2020 | หอมเธอ (Scent of love) ft.Toey Jarinporn | - Phát hành: 5 tháng 3 năm 2020 - Hãng: Nadao Music              |         |
| 2021 | นาทีนี้ (Let's Love)                        | - Phát hành: 11 tháng 3 năm 2021 - Hãng: Nadao Music             |         |
| 2021 | รอยยิ้มไกลไกล (Smile In The Sky)           | - Phát hành: 11 tháng 11 năm 2021 - Hãng: Nadao Music            |         |
| 2022 | พิเศษจะตาย (One Of A Kind)                | - Phát hành: 5 tháng 5 năm 2022 - Hãng: Nadao Music              |         |
| 2023 | งอนตลอด (Tell Me What You Want)          | - Phát hành: 21 tháng 9 năm 2023 - Hãng: Ice Paris Entertainment |         |
| 2024 | มีแค่เธอก็พอ (365days) ft. Snew             | - Phát hành: 8 tháng 2 năm 2024 - Hãng: Ice Paris Entertainment  |         |
| 2024 | เผลอรักเราสักที (I really like you)         | - Phát hành: 3 tháng 7 năm 2024 - Hãng: Ice Paris Entertainment  |         |

### Nhạc Phim
| Năm  | Tên bài nhạc                                                                   | Thông tin                                                  | Ghi chú |
| ---- | ------------------------------------------------------------------------------ | ---------------------------------------------------------- | ------- |
| 2019 | รักติดไซเรน (My Ambulance OST) ft. Nichaphat Chatchaipholrat                     | - Phát hành: 14 tháng 8 năm 2019 - Hãng: Nadao Music       |         |
| 2019 | รักติดไซเรน Midnight Version (My Ambulance OST)                                  | - Phát hành: 18 tháng 10 năm 2019 - Hãng: Nadao Music      |         |
| 2020 | "Follow Me" ft. Violette Wautier                                               | - Phát hành: 25 tháng 7 năm 2020 - Hãng: GDH               |         |
| 2024 | โลกของฉันคือเธอ My world (Never Enough OST) ft. Jirayu Tangsrisuk, Maylada Susri | - Phát hành: 9 tháng 7 năm 2024 - Hãng: Ch3Thailand Music  |         |
| 2024 | โลกของฉันคือเธอ (Never Enough OST) ft. Jirayu Tangsrisuk                         | - Phát hành: 31 tháng 7 năm 2024 - Hãng: Ch3Thailand Music |         |

## Giải thưởng và đề cử
| Năm  | Đề cử                       | Hạng mục                                                                       | Giải                       | Kết quả   | Nguồn  |
| ---- | --------------------------- | ------------------------------------------------------------------------------ | -------------------------- | --------- | ------ |
| 2018 |                             | New Face Award - GQ Men of the Year                                            | GQ Thailand                | Đoạt giải | [ 1 ]  |
| 2018 | In Family We Trust          | Shining Star Award (Male)                                                      | HOWE Awards                | Đoạt giải | [ 20 ] |
| 2018 | In Family We Trust          | Outstanding Cast Award shared with In Family We Trust cast                     | Nataraj Awards             | Đoạt giải | [ 21 ] |
| 2019 |                             | Beautiful Boy Award                                                            | OK! Magazine Thailand      | Đoạt giải | [ 22 ] |
| 2020 | Great Men Academy           | Best Viral Scene shared with Great Men Academy cast                            | 2020 LINE TV Awards        | Đoạt giải | [ 23 ] |
| 2020 | "รักติดไซเรน" (Rak Tid Siren) | Best Song shared with Nichaphat Chatchaipholrat (Pearwah)                      | 2020 LINE TV Awards        | Đoạt giải | [ 23 ] |
| 2020 | "รักติดไซเรน" (Rak Tid Siren) | Single Hits of the Year shared with Nichaphat Chatchaipholrat (Pearwah)        | The Guitar Mag Awards      | Đoạt giải | [ 24 ] |
| 2020 | "รักติดไซเรน" (Rak Tid Siren) | Collaboration Song of the Year shared with Nichaphat Chatchaipholrat (Pearwah) | Joox Thailand Music Awards | Đoạt giải | [ 25 ] |
| 2020 | "รักติดไซเรน" (Rak Tid Siren) | Pop Song of the Year shared with Nichaphat Chatchaipholrat (Pearwah)           | Joox Thailand Music Awards | Đoạt giải | [ 25 ] |